# Diapetimorpha ornatifrons
Diapetimorpha ornatifrons är en stekelart som först beskrevs av Cameron 1885.  Diapetimorpha ornatifrons ingår i släktet Diapetimorpha och familjen brokparasitsteklar. Inga underarter finns listade i Catalogue of Life.